# Granica wewnątrzniemiecka
Granica wewnątrzniemiecka (określana też jako granica niemiecko-niemiecka, niem. innerdeutsche Grenze, deutsch–deutsche Grenze) – granica funkcjonująca w latach 1945/1949–1990 pomiędzy Republiką Federalną Niemiec a Niemiecką Republiką Demokratyczną. Za część granicy niemiecko-niemieckiej uważano też granicę pomiędzy NRD a Berlinem Zachodnim, który stanowił enklawę w NRD.

## Historia
Granica formalnie powstała 1 lipca 1945, wytyczona została pomiędzy zachodnimi strefami okupacyjnymi a radziecką strefą okupacyjną Niemiec. Po stronie wschodniej była to jedna z najsilniej strzeżonych granic, stanowiąca część tzw. żelaznej kurtyny.
Od utworzenia NRD w 1949 granica była stale wzmacniana w celu całkowitego wyeliminowania ucieczek obywateli NRD na Zachód. Od 1960 była zamknięta dla obywateli NRD i strzeżona przez ok. 40 tysięcy żołnierzy Nationale Volksarmee (Grenztruppen der DDR – w roku 1973 wyodrębnione z armii). Ograniczenia graniczne stosowano już kilka kilometrów w głębi terytorium NRD.
Z pasa przygranicznego wysiedlano ludność w ramach Aktion Ungeziefer przeprowadzanej w roku 1952 i częściowo także w 1961.

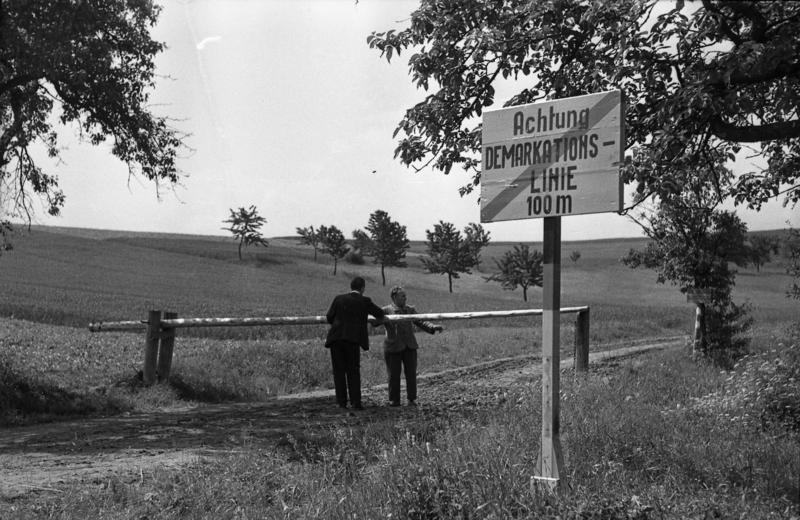
Granica w pobliżu Asbach w Turyngii (1950)

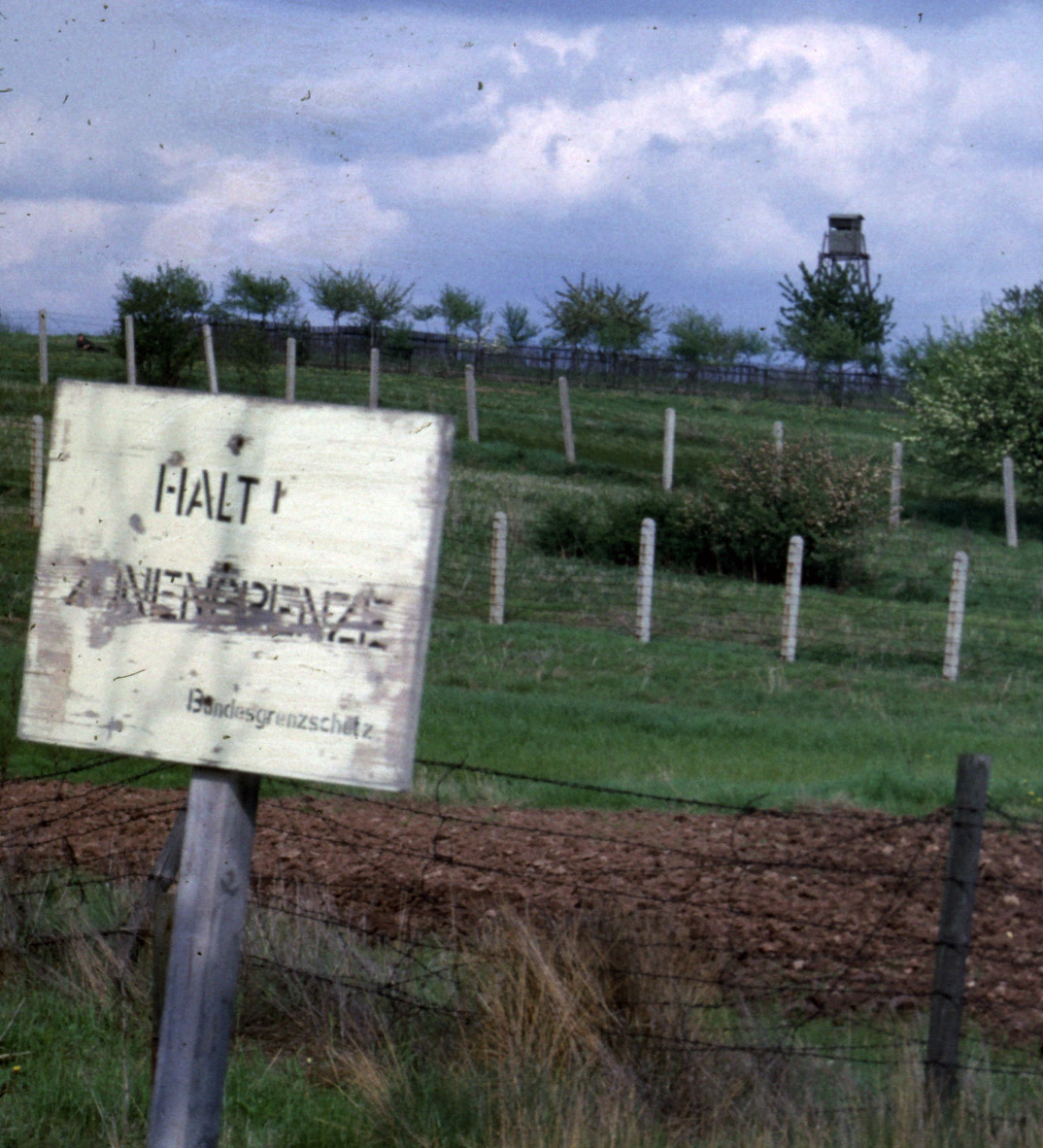
Nowe umocnienia na granicy – płoty z drutu kolczastego, wieżyczki strażnicze i pola minowe (1962)

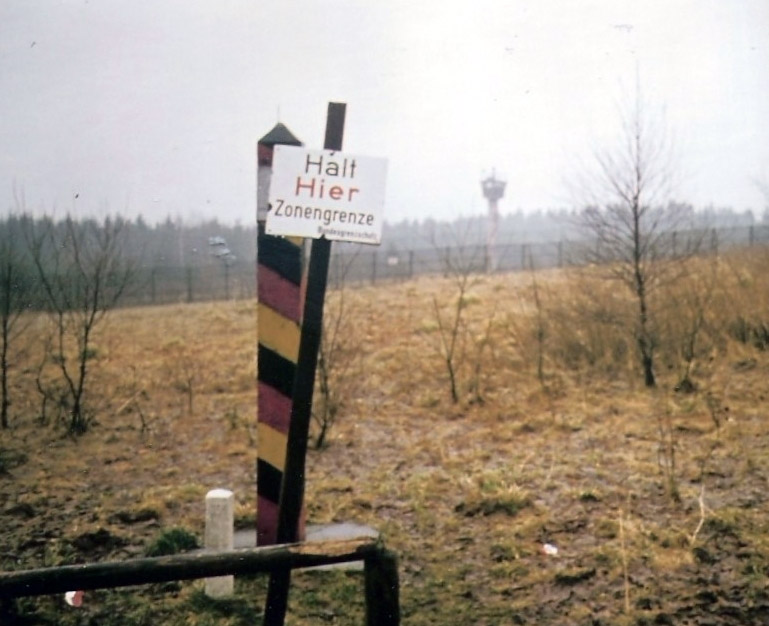
Granica (1972)

Granica została częściowo otwarta dopiero po upadku Muru Berlińskiego (9 listopada 1989), a całkowicie zniesiona po zjednoczeniu Niemiec 3 października 1990.
Istnienie granicy niemiecko-niemieckiej przyczyniło się do śmierci kilkuset osób. Według badań niemieckiego wymiaru sprawiedliwości podczas próby przekroczenia granicy zginęło co najmniej 270 osób, inne źródła podają liczbę nawet ponad 400 ofiar. Wiele zwierząt (np. wilków) padło ofiarą min, zasieków itp.
Po zjednoczeniu Niemiec postawiono zarzuty kilku funkcjonariuszom straży granicznej NRD oraz ich kierownictwu, wymierzone im kary były jednak stosunkowo łagodne. 16 września 1993 sąd w Berlinie uznał ministra obrony NRD gen. Heinza Keßlera winnym wydania rozkazu strzelania do uciekinierów z Niemiec Wschodnich na Zachód i skazał go na siedem i pół roku więzienia. Po pięciu latach gen. Heinz Keßler został jednak przedterminowo zwolniony z powodów zdrowotnych.

## Przebieg
Granica zaczynała się od brzegu Morza Bałtyckiego na północy i dalej biegła przez dolinę Łaby i przez Nizinę Północnoniemiecką do masywu górskiego Harzu i dalej przecinała Las Turyński od pasma górskiego Vogtland na granicy czechosłowacko-niemieckiej na południu.

### Okręgi NRD sąsiadujące z RFN
- Rostock
- Schwerin
- Magdeburg
- Erfurt
- Suhl
- Gera
- Karl-Marx-Stadt

### Kraje RFN sąsiadujące z NRD
- Szlezwik-Holsztyn
- Dolna Saksonia
- Hesja
- Bawaria

## Oznakowanie granicy

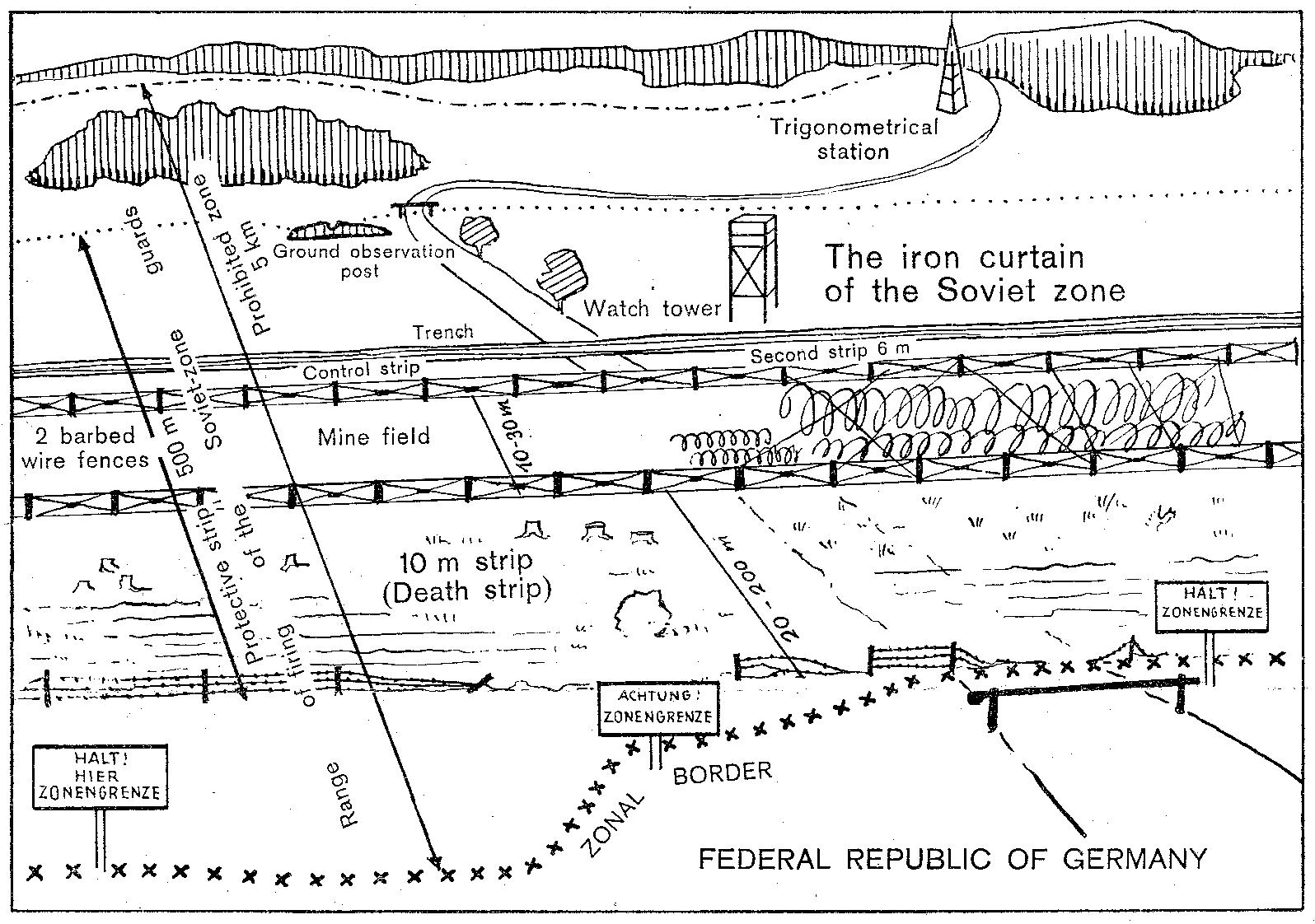
Granica wewnątrzniemiecka, stan z 1960

Rzeczywista granica między NRD i RFN znajdowała się po drugiej stronie (zewnętrznej) strefy umocnień. Wyznaczały ją niewielkie (20 cm) granitowe znaki graniczne (niem. Grenzsteine), miały one wykute na górze znak „+”, a na swojej zachodniej krawędzi – litery „DDR”.
W sierpniu 1967 roku wzniesiono charakterystyczne znaki graniczne NRD (niem. DDR-Grenzsäule). Były ustawione co ok. 150 m na całej długości granicy, ustawiano je ok. 1 m od rzeczywistej linii granicznej, a wszystkich znaków było 2735. Znak nr 1 znajdował się na plaży na półwyspie Priwall po wschodniej stronie rzeki Trave, a nr 2735 na trójstyku granic RFN – NRD – Czechosłowacji. Były one wykonane w kształcie kolumn z betonu i pomalowane w poprzeczne pasy w kolorach flagi NRD. W górnej części kolumny po jej zachodniej stronie umieszczana była mosiężna tabliczka z godłem NRD. Kolumny w zależności od miejsca lokalizacji miały 180–210 cm wysokości oraz 22 cm szerokości, a ich waga wynosiła około 400 kg. Na szczycie kolumny znajdował się stalowy pręt o długości 10–15 cm; miał on na celu zapobieganie zabrudzenia jej przez ptaki.
Po zachodniej stronie granicy na terytorium RFN nie było żadnych przeszkód i umocnień. Ustawiono jedynie znaki ostrzegawcze (niem. Grenzschilder), które powiadamiały o obecności na granicy: Achtung! Zonengrenze! (Uwaga! Granica strefy!) lub Halt! Hier Zonengrenze (Stój! Tu [jest] granica strefy).

## Przejścia graniczne
Przed 1952 przekraczanie granicy było możliwe w prawie każdym punkcie wzdłuż jej całej długości. Umocnienie granicy po 1961 spowodowało przerwanie biegu trzydziestu dwóch linii kolejowych, trzech autostrad, trzydziestu jeden dróg głównych, ośmiu szos, około sześćdziesięciu dróg drugorzędnych i tysięcy ścieżek i szlaków.
Po tym okresie liczba przejść granicznych została zmniejszona do trzech korytarzy powietrznych, trzech drogowych, dwóch kolejowych i dwóch wodnych z zastrzeżeniem tranzytu połączeń do Berlina; pozostawiono też kilka dodatkowych przejść granicznych dla ruchu towarowego.
Sytuacja poprawiła się nieco po zbliżeniu obu państw niemieckich po roku 1972. Na granicy NRD–RFN w 1982 znajdowało się dziewiętnaście przejść granicznych: dziewięć drogowych, w tym trzy na autostradach, osiem na liniach kolejowych, oraz dwa na Łabie i Kanale Śródlądowym.
Lista przejść granicznych pomiędzy NRD – RFN:

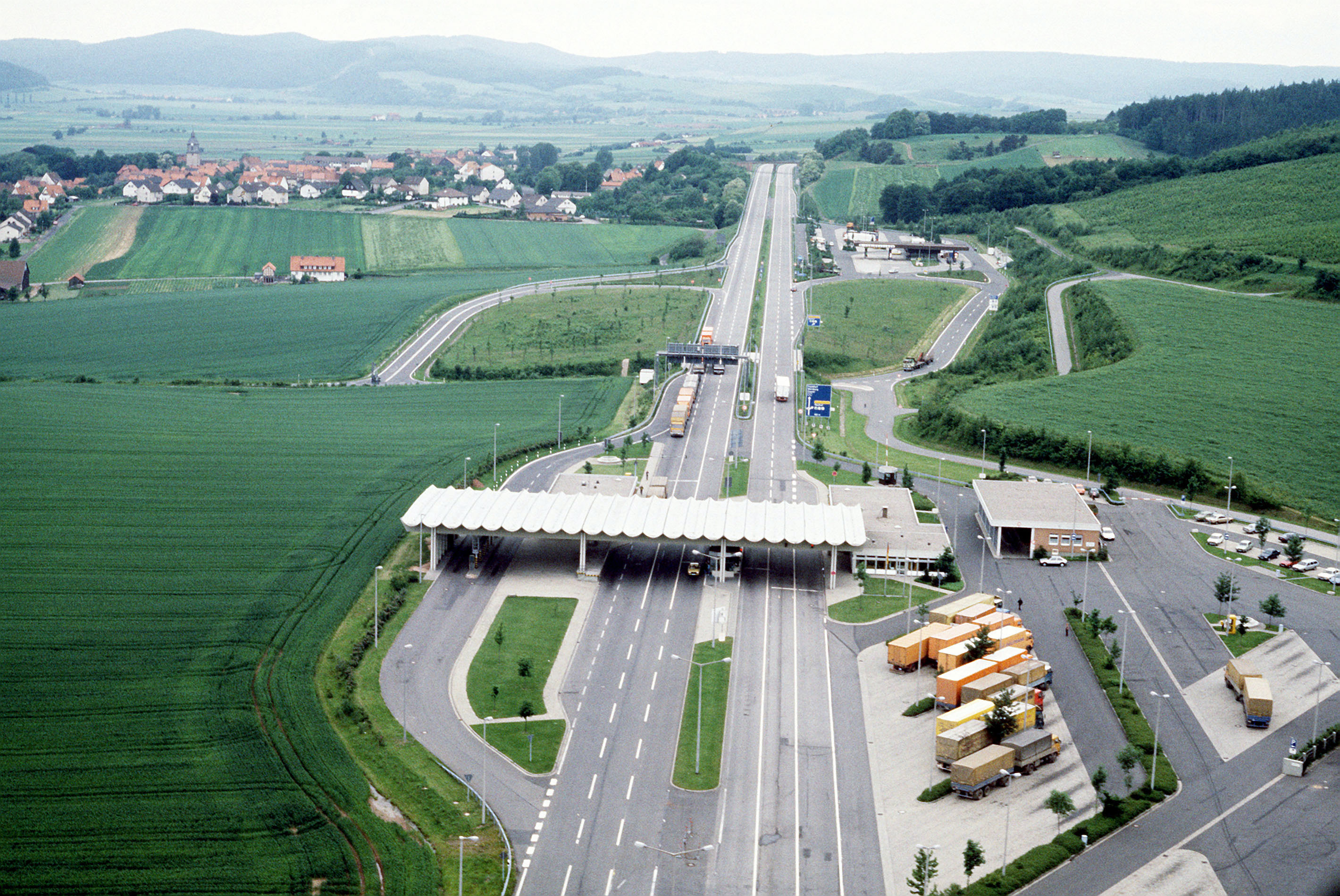
Przejście Wartha – Herleshausen (Autostrada A4) rok 1985, widok w kierunku zachodnim

### Drogowe
- Selmsdorf – Schlutup
- Zarrentin am Schaalsee – Gudow
- Horst – Lauenburg
- Salzwedel – Bergen
- Marienborn – Helmstedt (główne tranzytowe dla Berlina Zachodniego)

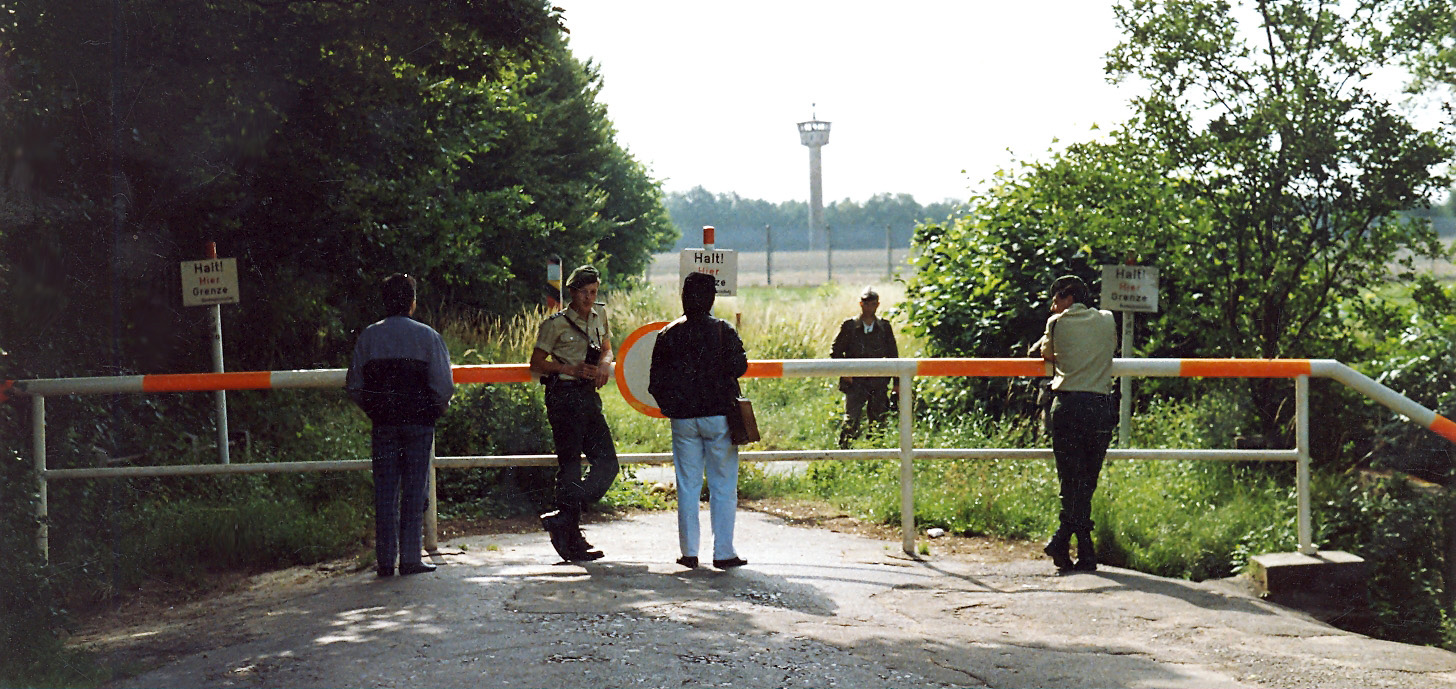
Zachodnioniemiecki Bundesgrenzschutz i cywile naprzeciw wschodnioniemieckich Grenztruppen na granicy w pobliżu Lubeki (Lüdersdorf), 1989

- Worbis – Duderstadt
- Wartha – Herleshausen
- Meiningen – Eussenhausen
- Eisfeld – Rottenbach
- Hirschberg – Rudolphstein

### Kolejowe
- Hermburg – Lübeck
- Schwanheide – Büchen
- Oebisfelde – Wolfsburg
- Marienborn – Helmstedt
- Ellrich – Walkenried
- Gerstungen – Bebra
- Probstzella – Ludwigsstadt
- Gutenfurst – Hof

### Wodne
- Cumlose – Schnackenburg
- Ruhen – Buchhorst